# Lotfi Joudi
Lotfi Joudi (* 11. August 1963) ist ein tunesischer Tischtennisspieler. Er nahm an den Olympischen Spielen 1988 teil.

## Werdegang
Bei den Olympischen Spielen 1988 in Seoul trat Lotfi Joudi im Einzelwettbewerb an. Dabei blieb er ohne Sieg, allerdings musste er sieben Niederlagen hinnehmen. Damit verpasste er den Einzug in die Hauptrunde und landete auf dem geteilten letzten Platz 57.

## Spielergebnisse bei den Olympischen Spielen
- Olympische Spiele 1988 Einzel in Vorgruppe A[1]
  - Siege: -
  - Niederlagen: Jiang Jialiang (China), Jean-Michel Saive (Belgien), Tibor Klampár (Ungarn), Sean O’Neill (USA), Jean-Philippe Gatien (Frankreich), Carlos Kawai (Brasilien), Alan Cooke (Großbritannien)